# Збриж (Тернопольская область)
Збриж (укр. Збриж) — село в Скала-Подольской поселковой общине Чортковского района Тернопольской области Украины.
До 2020 года входило в Борщёвский район.
Код КОАТУУ — 6120881203. Население по переписи 2001 года составляло 18 человек.

## Географическое положение
Село Збриж находится на правом берегу реки Збруч, ниже по течению на расстоянии в 4 км расположен пгт Скала-Подольская, на противоположном берегу — село Збриж.

## История
- 1646 год — первое упоминание о селе.